# يوربن كلوب سوكر

اختيار الفريقان الوطنيان في النسخة الأمريكية للعبة ورلد تروفي سوكر

يوربن كلوب سوكر (بالإنجليزية: European Club Soccer)‏ ، وتعني نادي أوروبي لكرة القدم ، هي لعبة إلكترونية بريطانية من نوع رياضة كرة القدم ، أنتجت سنة 1992م وتهتم بموضوع الأندية الأوروبية لكرة القدم ، وصدرت مثلها بالولايات المتحدة الأمريكية في نفس العام تحت مسمى ورلد تروفي سوكر (World Trophy Soccer) ولكن اختيار المنتخبات الوطنية لكرة القدم ، وصدرت عام 1993م في اليابان وتهتم بالأندية اليابانية لكرة القدم.

## مصدر
1. ↑  Official Gallup UK Mega Drive sales chart, January 1993, published in Mega (magazine) issue 4

## وصلة خارجية
لعبة يوربن كلوب سوكر في موقع جيم فاكس